# Іннінг-ам-Аммерзе
Іннінг-ам-Аммерзе (нім. Inning am Ammersee) — громада в Німеччині, розташована в землі Баварія. Підпорядковується адміністративному округу Верхня Баварія. Входить до складу району Штарнберг.
Площа — 24,43 км2. Населення становить 4849 ос. (станом на 31 грудня 2020).